# Eupithecia latitans
Eupithecia latitans là một loài bướm đêm trong họ Geometridae.